# Epilobophora sabinata
Epilobophora sabinata là một loài bướm đêm trong họ Geometridae.